# Florian Schäffer
Florian Schäffer (* 13. März 1971 in Berlin) ist ein deutscher Autor und Journalist.

## Leben
Er absolvierte ein Studium der Medieninformatik an der Technischen Fachhochschule Berlin mit Abschluss als Diplom-Informatiker (FH). Seit 1996 ist er selbständiger Gewerbetreibender im Bereich EDV-Service, Entwicklung und Vertrieb von Komponenten zur elektronischen Fahrzeugdiagnose im eigenen Onlineshop. Von Mai 2016 an war er als Redakteur beim Magazin Make: des Heise Zeitschriften Verlags in Hannover tätig. Letztmals wurde er in Heft 3/2019 als Redakteur benannt.

## Werke
Bereits während seines Studiums veröffentlichte er Sachbücher und Beiträge in verschiedenen Zeitschriften und Verlagen, die teilweise in andere Sprachen übersetzt wurden.
Zeitschriftenartikel von Schäffer erschienen unter anderen bei Make: und PC Praxis.
Sachbücher (Auswahl)
- Der große Report. Die besten Homepage-Geheimnisse. Data Becker, Düsseldorf 1999, ISBN 3-8158-1621-1.
- Microsoft Office Word 2007 für Oldies. 3. Auflage. bhv, Heidelberg 2007, ISBN 978-3-8266-1712-6 (1. Auflage: mitp, Bonn 2001).
- Digitale Fotografie für Kids. 2., aktualisierte Auflage. bhv, Heidelberg 2010, ISBN 978-3-8266-8675-7 (1. Auflage: 2006).
- Fahrzeugdiagnose mit OBD. 3., neue und überarbeitete Auflage. Elektor, Aachen 2015, ISBN 978-3-89576-303-8 (1. Auflage: 2007).
- Roboter bauen und programmieren für Kids: Einfacher Einstieg in Elektronik, Robotik und Mechanik.  mitp, Bonn 2019, ISBN 978-3-7475-0129-0.
- Fahrzeugdiagnose mit OBD II. Elektor, Aachen 2020, ISBN 978-3-89576-391-5.